# Pierre Ollivier
Pierre Ollivier (1890) è stato un lottatore belga, specializzato nella lotta libera.

## Palmarès

### Olimpiadi
- Argento a Parigi 1924 nei pesi medi.